# Michail Fridman
Michail Maratovič Fridman (in russo Михаил Маратович Фридман?; in ebraico מיכאיל פרידמן‎?; Leopoli, 21 aprile 1964) è un imprenditore russo nato in Ucraina e con cittadinanza anche israeliana, miliardario, co-fondatore di LetterOne, una società di investimento internazionale con sede in Lussemburgo, di Alfa Group, un conglomerato multinazionale russo, e di Alfa-Bank, una delle più grandi banche private russe.
È anche membro del consiglio di amministrazione di Veon (ex Vimpelcom) e X5 Retail Group, membro del consiglio di sorveglianza di DEA Deutsche Erdoel AG, di proprietà di LetterOne. Fridman è stato componente di numerosi organismi pubblici, tra cui l'Unione russa degli industriali e degli imprenditori, la Camera pubblica della Russia, ed il Consiglio per le relazioni estere. Secondo Forbes, è nel 2022 tra i primi 128 più ricchi al mondo e tra i primi in Russia con un patrimonio stimato in 12,6 miliardi di dollari. Oligarca considerato vicino a Vladimir Putin, tanto da essere sospettato di avere fornito un sostegno significativo agli sforzi di hacking russi del server del Comitato Nazionale del Partito Democratico degli Stati Uniti durante le elezioni statunitensi del 2016, nel febbraio 2022 si è posto in contrasto con il presidente russo in occasione dell'invasione dell'Ucraina.
Il 1º dicembre 2022, Fridman è stato arrestato nella sua abitazione di Londra con l'accusa di riciclaggio di denaro. È stato poi rilasciato su cauzione.

## Biografia
Fridman è nato nel 1964 a Leopoli, dove ha trascorso la sua giovinezza. Si è diplomato al liceo di Leopoli nel 1980. Gli fu negato l'ingresso al più prestigioso istituto di fisica di Mosca perché ebreo, ed invece frequentò l'Istituto di acciaio e leghe di Mosca. Ha avuto vari lavori mentre era uno studente universitario a Mosca, tra cui lavare le finestre, fondare e co-possedere una discoteca studentesca chiamata Strawberry Fields, fare bagarinaggio davanti al Teatro Tolstoi facendo la fila, comprando i biglietti e rivendendoli poi ad un prezzo più alto. Dopo aver studiato ingegneria metallurgica, si è laureato con lode presso l'Istituto di acciaio e leghe di Mosca nel 1986.

### Alfa Group
Dopo la laurea Fridman ha lavorato come ingegnere progettista metallurgico presso la fabbrica statale di macchinari elettrici di Ėlektrostal', dal 1986 al 1988.  Quando Michail Gorbačëv iniziò ad aprire il Paese all'economia di mercato alla fine degli anni '80, Fridman fondò nel 1988 con amici del college un'attività di lavavetri, un'agenzia di affitto di appartamenti per stranieri, una società che vendeva computer usati, e una società che importava sigarette e profumi. E impiegando sempre studenti di varie università di Mosca.
L'armeno Robert Yengibaryan (in russo  Роберт Енгибарян?) fornì una robusta assistenza a Fridman ed, in seguito, il figlio di Yengibaryan, Vahe Yengebaryan (in russo Ваге Енгибарян?), che è stato console russo a New York dal 2003 in poi, è diventato molto vicino agli interessi commerciali di Fridman. Nell'ottobre 2019, Fridman ha dichiarato a un tribunale spagnolo di essere amico di Vahe Yengibaryan. 
Nel 1988, insieme a German Chan ed Aleksej Kuzmičev, Fridman ha co-fondato Alfa-Photo (traslitterato anche come Alfa-Foto), che importava prodotti chimici per la fotografia. Nel 1989 i tre soci fondarono Alfa-Echo, una società di commercio di materie prime e infine di petrolio, e Alfa Capital (Alfa Kapital), una società di investimento. Alfa-Eco e Alfa Capital si trasformarono in Alfa Group Consortium. La società, che inizialmente si concentrava sul commercio di computer e sulla manutenzione di fotocopiatrici, si espanse nelle importazioni, esportazioni e commercio di materie prime, diventando infine uno dei più grandi conglomerati finanziari-industriali di proprietà privata della Russia, con interessi in settori come telecomunicazioni, banche, vendita al dettaglio e olio. 

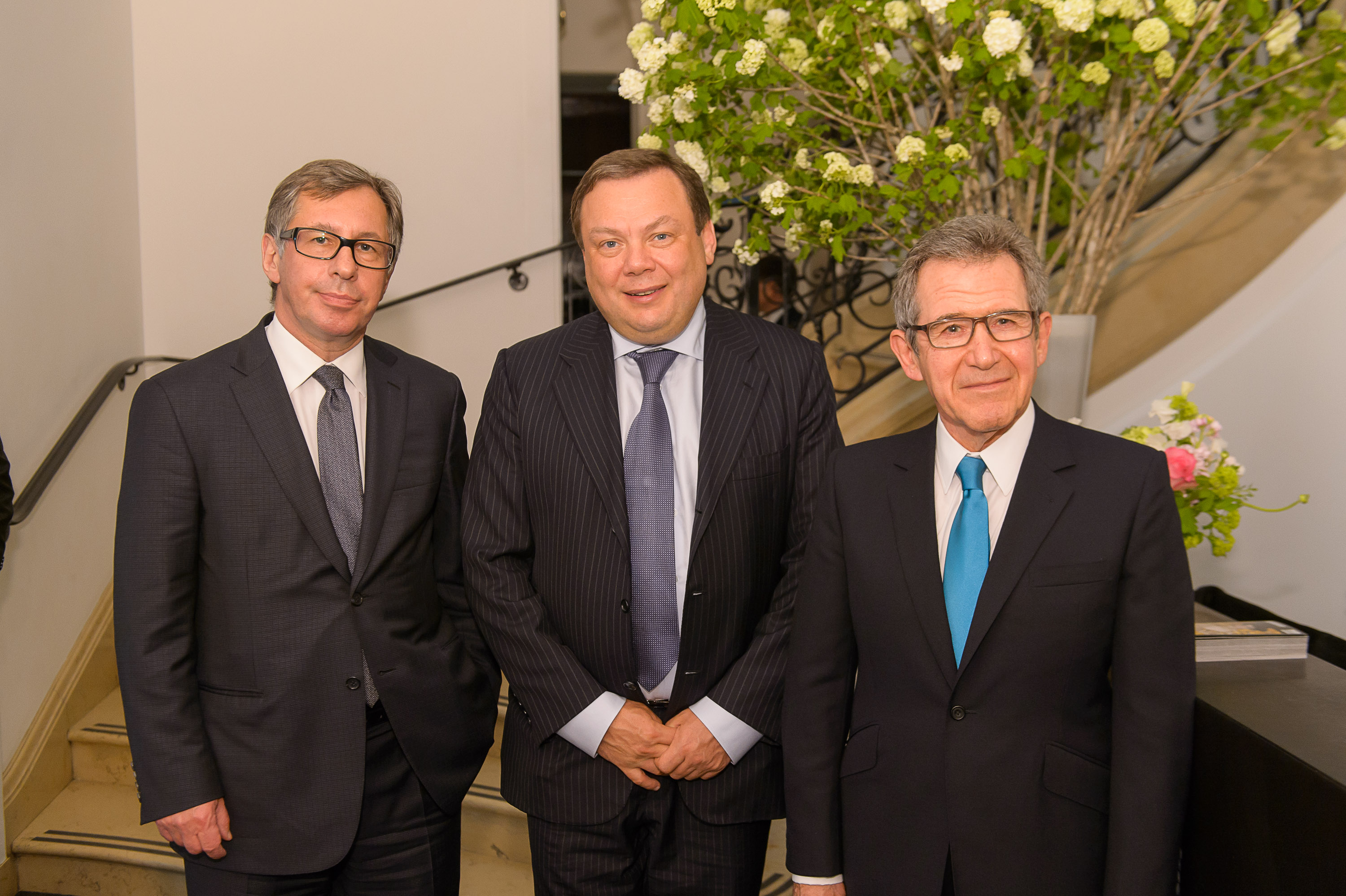
Fridman (al centro) con Pëtr Aven e John Browne (2015)

Utilizzando 100.000 dollari dei suoi profitti, nel gennaio 1991 Fridman ha co-fondato Alfa-Bank.  L'azienda è cresciuta fino a diventare una delle più grandi banche private in Russia. Alfa Group ha poi dato vita a Rosvodokanal, un servizio idrico privato; AlfaStrakhovanie, una compagnia assicurativa diversificata; Gruppo A1, società di investimento e X5 Retail Group, una grande catena di rivenditori di generi alimentari.
Alfa Group si sviluppò notevolmente dopo che Fridman assunse Pëtr Aven, l'ex ministro delle relazioni economiche estere della Federazione Russa; nel 1994 Aven divenne di Alfa-Bank. Alla fine del 1996, grazie al successo di Alfa-Bank e Alfa Group, Boris Berezovskij, in un'intervista al Financial Times, nominò Fridman e Aven tra i sette uomini d'affari e banchieri che controllavano la maggior parte dell'economia e media in Russia e che avevano contribuito a finanziare la campagna per la rielezione di Boris El'cin nel 1996. 
Fridman e Aven hanno venduto la maggior parte dei loro titoli di stato russi all'inizio di agosto 1998, prima della crisi del rublo del 17 agosto 1998, e sono usciti relativamente illesi dalla crisi finanziaria russa del 1998. Durante la crisi, Alfa-Bank ha utilizzato le sue partecipazioni relative a TNK per evitare un'inadempienza del debito ed è stata una delle poche banche russe all'epoca a continuare a consentire i prelievi dei clienti.

### Fondazione di LetterOne
Utilizzando i proventi della vendita delle loro quote in TNK-BP, Fridman ed i suoi partner dell'Alfa Group, Chan e Kuzmičev, hanno fondato la società di investimento internazionale LetterOne (L1) nel 2013, e Fridman è diventato il presidente della società. Altri co-fondatori di LetterOne furono Petr Aven e Andrej Kosogov. Con sede a Lussemburgo, la società è stata creata per investire in progetti internazionali nei settori dell'energia, delle telecomunicazioni, della finanza, della tecnologia. Al 31 dicembre 2013, LetterOne aveva 29 miliardi di dollari in gestione. Nel maggio 2015 Mervyn Davies (Lord Davies) è stato nominato vicepresidente di LetterOne, e l'ex primo ministro svedese Carl Bildt è stato nominato consigliere. 
Nel 2013 LetterOne ha anche costituito L1 Energy, un veicolo di investimento energetico, inizialmente concentrato in particolare su attività internazionali di petrolio e gas sottovalutate durante il crollo dei prezzi del petrolio. John Browne (Lord Browne) è stato nominato nel suo comitato consultivo e nel marzo 2015 ne è diventato il presidente.

## Vita privata
Fridman ha vissuto per molti anni a Mosca, spesso trascorrendo del tempo in città europee come Londra, Parigi, Amsterdam ed Amburgo. Nel 2015 si è trasferito a Londra e nel 2016 aveva acquistato l'Athlone House per 65 milioni di sterline come residenza principale. È divorziato ed ha quattro figli. Nel 2016 ha annunciato che nel suo testamento la sua fortuna sarà lasciata in beneficenza.
Lui e la sua prima moglie Ol'ga hanno due figlie: Katja (Ekaterina) e Lora (Larisa) (in russo: Лора). Ol'ga ha studiato con Michail all'Istituto di acciaio e leghe di Mosca, ma negli anni '90 ha frequentato corsi di design a Parigi ed è diventata una progettista di interni. A partire da maggio 2014, lei e le figlie vivono in Francia. 
Ha due figli con la sua seconda moglie Oksana Ožel'skaja (in russo: Оксана Ожельская).